# Germinal (powieść)
Germinal – powieść Émile’a Zoli, napisana w 1885 roku, trzynasta część cyklu Rougon-Macquartowie.

## Tytuł
Germinal to nazwa jednego z miesięcy we francuskim kalendarzu rewolucyjnym , przypadającego na przełomie marca i kwietnia według kalendarza gregoriańskiego. Zdaniem A. Viala Zola nawiązał w tytule powieści do powstania 12 germinala roku III, które wybuchło w Paryżu pod hasłem chleba i konstytucji roku I.

## Okoliczności powstania utworu
Po wydarzeniach Komuny Paryskiej Émile Zola postanowił napisać na ten temat powieść. Projekt ten został jednak zarzucony, szkicując cykl Rougon-Macquartowie pisarz nie uwzględnił już całego utworu na ten temat, a jedynie przeznaczył dla Komuny Paryskiej kilka rozdziałów w powieści Klęska. Według Paula Alexisa pierwotna koncepcja wróciła częściowo w 1872 roku – już nie jako opis wydarzeń Komuny, ale jako dzieło ogólniejsze, poświęcone społecznej analizie położenia robotników. Jak wielokrotnie podkreślał Zola już po publikacji Germinala, o potrzebie podjęcia tego tematu ostatecznie przekonał go wzrost popularności ruchu socjalistycznego.
Zola pisał Germinal między 2 kwietnia 1884 a 23 stycznia 1885. Właściwą pracę nad tekstem powieści poprzedzało skompletowanie szczegółowego dossier poświęconego warunkom pracy i życia górników. Materiały do dossier Zola zebrał w miejscowości Anzin w 1884 roku. Do Anzin Zola przybył dnia 20 lutego 1884 roku, trzy dni po rozpoczęciu w miejscowości strajku, i pozostawał tam do 18 kwietnia tego samego roku. Sporządził również notatki opisujące inne znane strajki (w La Ricamarie i w Rive-de-Gier w 1869 roku, w Creusot i w Fourchambault w 1870 roku). Szczególną uwagę zwrócił na przypadki, gdy strajkujący starli się z wojskiem i padły wśród nich ofiary śmiertelne. Na podstawie prac lekarzy Fabre'a i Boensa-Boisseau sporządził listę chorób występujących szczególnie często wśród francuskich górników.
Szczególne miejsce w procesie zbierania materiałów do powieści odegrało poznawanie ideologii socjalistycznej, z którą Zola zapoznawał się, czytając francuską prasę lewicową i teksty Jules’a Guesde'a. Działania te doprowadziły do utożsamienia się pisarza z przynajmniej niektórymi postulatami socjalizmu. W lutym 1884 roku Zola, w ślad za marksistami, upatrywał już głównej siły decydującej o przemianach społecznych w walce klasowej. Uważał, że jej przebieg zadecyduje o obliczu XX wieku. Pod wpływem dalszego poznawania ekonomii marksistowskiej Zola uznał również, iż prawdą są twierdzenia o działaniu państwa jako narzędzia klasy dominującej oraz o dehumanizacji robotników.
W założeniach autora Germinal miał stanowić kontynuację powieści W matni. Do opisanych w niej warunków życia robotników i rzemieślników zamierzał, poprzez Germinal, dodać szerszy kontekst polityczny i społeczny. Zola podkreślał, iż nie jest to kronika jednego strajku w Anzin, ale próba zestawienia wydarzeń z różnych protestów robotniczych w epoce II Cesarstwa.

### Publikacja

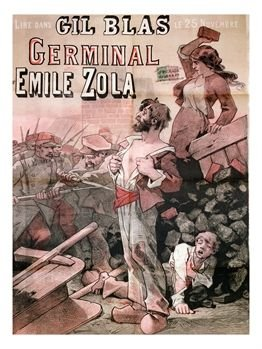
Ulotka zapowiadająca publikację Germinala w odcinkach na łamach pisma Gil Blas

Germinal został po raz pierwszy wydrukowany na łamach pisma Gil Blas jako powieść w odcinkach (pierwsza część – 26 listopada 1884). W roku następnym dzieło zostało wydane w formie książkowej.

## Treść
Akcja utworu rozgrywa się między rokiem 1866 a 1867. Stefan Lantier, bezrobotny maszynista, przybywa w poszukiwaniu pracy do miejscowości Montsou i zatrudnia się w kopalni Le Voreux. Wynajmuje pokój w górniczym osiedlu, u rodziny Maheu, w której większość członków również pracuje w Le Voreux. Zakochuje się w Katarzynie Maheu, jednak ta, chociaż darzy go sympatią, zostaje kochanką innego górnika, brutalnego Chavala. Przerażony warunkami pracy i życia górników Stefan zaczyna interesować się ideami socjalistycznymi i doprowadza do powołania w Montsou komórki I Międzynarodówki. Kiedy Kompania zarządzająca kopalnią ogłasza obniżkę płac, uzasadniając ją kryzysem ekonomicznym, Stefan wzywa kolegów do strajku.
Do protestu początkowo przyłącza się większość górników, jednak Kompania go ignoruje. W osiedlu zaczyna się głód. Stopniowo robotnicy tracą wiarę w zwycięstwo, wielu z nich podejmuje pracę. Stefan, który początkowo cieszył się wielkim poważaniem kolegów, zaczyna spotykać się z ich niechęcią. W końcu tłum wymyka się spod jego kontroli, a on sam mu ulega. Ludzie niszczą kopalnie, maszyny, atakują domy zamożnych zarządców kopalni. Gdy w Montsou pojawia się grupa robotników sprowadzonych z Belgii w zastępstwie strajkujących, górnicy atakują ich kamieniami, rzucają nimi również w eskortujący przybyłych oddział wojska. Żołnierze otwierają ogień, zabijając kilka osób, w tym Maheu. Śmierć towarzyszy doprowadza do końca strajku. Kolejno górnicy podejmują pracę.
Rosyjski anarchista Suwarin, pracujący w Le Voreux jako mechanik, uważa, że górnicy ustępując zdradzili idee rewolucji, dokonuje sabotażu i uszkadza szyb windy. Gdy robotnicy są na dole, następuje awaria i cała kopalnia zostaje zalana. Wielu mężczyzn ginie, a na dnie kopalni zostają uwięzieni Stefan, Chaval i Katarzyna. Po kolejnej kłótni Stefan zabija swojego rywala odłamkiem skały. Następnie w końcu wyznają sobie z Katarzyną dawno skrywaną miłość, jednak dziewczyna po kilku dniach umiera z głodu.
Akcja ratunkowa przynosi ostatecznie ocalenie tylko Stefanowi. Ten odchodzi, przekonany, że mimo tej klęski kolejny społeczny przewrót przyniesie zwycięstwo robotników.

## Cechy utworu

### Obraz środowiska robotniczego
Centralne miejsce w powieści zajmuje obraz codziennego życia i pracy górników. Zola ukazuje to środowisko jako silnie zintegrowaną poprzez stały kontakt grupę, gotową do wzajemnego wsparcia i pomocy. Równocześnie fatalne warunki życia górników sprawiają, że mężczyźni zatrudnieni w kopalni są w większości uzależnieni od alkoholu, dzieci nie odbierają żadnego wykształcenia, powszechny jest analfabetyzm. Panuje całkowita rozwiązłość obyczajowa: nieliczne zawierane małżeństwa traktowane są przez rodziców młodych jako zubożenie rodziny, z której odchodzi jedna zarabiająca osoba, wolne związki, przypadkowe kontakty seksualne i zdrady małżeńskie nie oburzają nikogo. Stosunek górników do religii jest obojętny lub nieprzychylny, chociaż wszyscy są formalnie katolikami. Wśród górników istnieje pewna hierarchia: istnieją mniej lub bardziej prestiżowe prace w kopalni.
Zola ukazuje w utworze proces osiągania przez robotników świadomości społecznej, przynależności do pokrzywdzonej ekonomicznie warstwy społecznej. Jest ona jednak ograniczona: górnicy nigdy nie zdobywają pełnej wiedzy o swoim znaczeniu w gospodarce, mają jedynie poczucie wyzysku i pracy na cudzą korzyść. Zyskanie częściowej świadomości nie jest równoznaczne z buntem przeciwko swojej sytuacji. Najstarsi górnicy (jak Bonnemort) są całkowicie pogodzeni z losem, inni przez dłuższy czas za bardzo obawiają się swoich przełożonych i pracodawców, by zaprotestować. Kiedy jednak bunt wybucha, przybiera charakter masowy i łączy się z aktami bezrefleksyjnej przemocy i zniszczenia. Zdaniem André Viala obraz społeczności górników przedstawiony w Germinalu jest zgodny z ich rzeczywistą sytuacją w opisywanej epoce. Jedynym elementem wynikającym z wyobraźni autora, nie zaś z pozyskanej przez niego wiedzy o francuskich protestach robotniczych, są dramatyczne sceny zamordowania Cecylii przez Bonnemorta oraz wykastrowanie martwego ciała Maigrata przez grupę kobiet. Momenty te mają charakter symboliczny, ukazują szaleństwo i upadek wszystkich reguł społecznych w zbuntowanym, doprowadzonym do ostateczności tłumie.
Fakt zatrudnienia w kopalni nie oznacza jeszcze pełnej przynależności do środowiska górniczego: postacią, która wyraźnie odcina się od swoich kolegów z pracy, jest anarchista Suwarin. W momencie dokonywania aktu sabotażu zupełnie nie martwi się on o to, że część z nich może zginąć w momencie jej zawalenia się.
Powieść przekazuje optymistyczne przesłanie, pełne wiary w poprawę sytuacji robotników w przyszłości. Drogą do tego ma być rewolucja społeczna – podczas gdy strajk w Le Voreux został przegrany, robotnicy zdobyli w jego czasie doświadczenie, które pozwoli im przeprowadzić w przyszłości zwycięskie protesty.

### Opis środowiska pracodawców
Środowisko pracodawców, akcjonariuszy i kierowników kopalń jest bardziej zróżnicowane niż społeczność robotników. Deneulin, właściciel kopalni Jean-Bart, jest człowiekiem kompetentnym i pracowitym, nie unika bezpośrednich kontaktów ze swoimi pracownikami, u których zdobywa w ten sposób pewien szacunek. Z kolei dyrektor Hennebeau zostaje ukazany jako bezwzględny karierowicz, traktujący robotników jako ludzi gorszych od siebie, niemal barbarzyńców. Rodzina Gregoire reprezentuje podejście paternalistyczne: zamknięci we własnym świecie, wyrażają żal nad nędzą robotników, okazjonalnie udzielają im drobnej pomocy

### IdeologiaGerminala

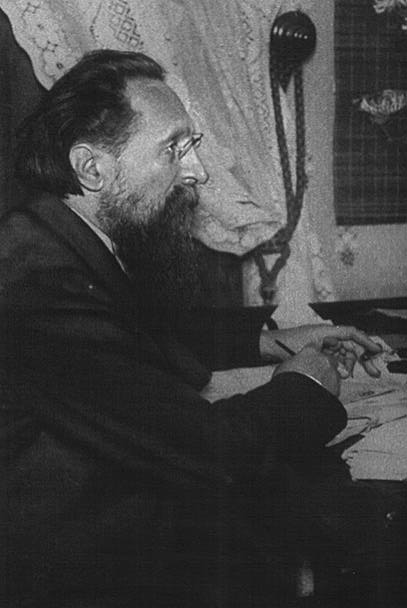
Jules Guesde, jeden z liderów francuskiego ruchu socjalistycznego. Głoszone przez niego poglądy stanowiły inspirację dla stworzenia postaci Stefana Lantiera

Pisarz podkreślał, iż Germinal ma ilustrować konflikt między kapitałem i pracą. 16 marca 1884 w liście do E. Roda pisał, iż tworzy „powieść socjalistyczną”. W innym liście zastosował wobec siebie określenie „powieściopisarz socjalistyczny”. Nigdy jednak nie zaangażował się w żadnej partii ani organizacji lewicowej, zaś w grudniu 1885 roku pisał, iż Germinal nie jest dziełem rewolucyjnym, a jedynie tekstem powstałym z powodu współczucia.
Zola oddał w Germinalu różnice między współczesnymi mu prądami ideowymi na francuskiej lewicy: konflikt między Stefanem i umiarkowanym Rasseneurem oddaje dyskusję między Jules’em Guesde’em i Paulem Brousse’em. Postać Suwarina ma cechy Kropotkina i Bakunina, jej obecność w powieści jest odniesieniem do działalności Federacji Jurajskiej. W odróżnieniu jednak od poprzednich bohaterów, reprezentujących nurty faktycznie obecne wśród robotników w latach, w których rozgrywa się Germinal, anarchista Suwarin reprezentuje ideologię cieszącą się wśród nich w tym czasie śladowym poparciem.

### Naturalistyczny determinizm
W okresie pracy nad Germinalem Zola częściowo zmodyfikował deterministyczną koncepcję człowieka, z jaką przystępował do pisania utworu. Zgodnie z wymienioną koncepcją osobowość każdego człowieka miała być formowana wyłącznie przez cechy odziedziczone po przodkach; to z nich wynika postępowanie jednostek przez całe życie. W trakcie pracy nad Germinalem pisarz doszedł do wniosku, że niemal tak samo poważny wpływ na człowieka ma jego pozycja wewnątrz klasy społecznej. Pod wpływem swoich obserwacji uznał również, iż kluczowe znaczenie dla osobowości postaci ma przynależność do klasy „kapitału” lub „pracy” – stąd zauważalny w powieści schematyzm zachowań w grupie bohaterów-górników oraz bohaterów-właścicieli. Jest to jedyna powieść Zoli, w której ten dualizm jest zauważalny – w kolejnych tekstach pisarz powrócił do koncepcji stricte naturalistycznej.

## Nawiązania
- Na pogrzebie Zoli delegacja robotników z Anzin wołała „Germinal! Germinal!”. Do dziś w środowiskach górniczych Francji powieść zajmuje ważną pozycję kulturową[29].

## Adaptacje
- Sztuka teatralna autorstwa Émile’a Zoli i Williama Busnacha wystawiona w 1888 r. w teatrze Châtelet w Paryżu
- Film z 1913 r. w reżyserii Alberta Capellani
- Film z 1963 r. w reżyserii Yves’a Allégret
- Film z 1993 r. z Renaudem jako Stefanem Lantierem oraz Gérardem Depardieu jako Maheu w reżyserii Claude’a Berri